# Primo (album)
| Recensione | Giudizio |
| ---------- | -------- |
| Newsic.it  | 6,5/10   |
| Ondarock   | 4/10     |
| Rockol     | 6/10     |

Primo è il primo album in studio della cantautrice italiana Clara, pubblicato il 16 febbraio 2024 dall'etichetta Warner Music Italy.
L'album contiene il brano Diamanti grezzi, presentato dall'artista durante il 74º Festival di Sanremo e piazzatosi al ventiquattresimo posto nella classifica finale.

## Promozione

### Singoli
Il 24 febbraio 2023 viene pubblicato Origami all'alba come primo estratto dall'album, parte della colonna sonora della terza stagione della serie Rai Mare fuori. Il 27 aprile 2023 viene messo in commercio il secondo singolo Cicatrice.
Il 1º dicembre 2023 è stato pubblicato Boulevard come terzo estratto dall'album, con il quale l'artista ha partecipato in gara a Sanremo Giovani 2023 dove è risultata vincitrice. Il 7 febbraio 2024 è stato pubblicato Diamanti grezzi come quarto estratto dall'album che ha concorso in gara al 74º Festival di Sanremo e in seguito certificato disco di platino dalla FIMI per aver venduto oltre 100 000 copie.
Il singolo Ragazzi fuori, facente parte della colonna sonora della quarta stagione della serie televisiva Mare fuori, è stato pubblicato il 5 aprile 2024 ed è stato prodotto e orchestrato dal compositore Stefano Lentini.

### Tour
Per promuovere il disco, la cantautrice è stata impegnata con un tour che l'ha vista esibirsi in diversi club italiani.

## Tracce
1. Ragazzi fuori – 2:56 (Clara Soccini, Alessandro La Cava, Stefano Lentini, Vincenzo Centrella)
2. Diamanti grezzi – 3:12 (testo: Clara Soccini, Alessandro La Cava – musica: Clara Soccini, Alessandro La Cava, Francesco Catitti, Francesco Micarelli)
3. Cicatrice – 2:31 (testo: Clara Soccini – musica: Julien Boverod)
4. C'est la vie – 3:00 (Clara Soccini, Jacopo Èttorre, Luca Di Blasi, Luca Ghiazzi)
5. Soldi, amore – 2:57 (testo: Clara Soccini, Alessandro La Cava, Vincenzo Centrella – musica: Alessandro La Cava, Vincenzo Centrella)
6. Aquiloni – 3:03 (Jacopo Rossetto, Leo Einaudi)
7. Sogni di carta – 3:08 (Clara Soccini, Gianmarco Grande, Riccardo Schiara)
8. Storie di rose appassite – 3:03 (Clara Soccini, Alessandro La Cava, Simone Capurro)
9. Boulevard – 2:55 (testo: Clara Soccini, Daniele Magro – musica: Daniele Magro)
10. Origami all'alba (con Matteo Paolillo e Lolloflow) – 2:33 (testo: Clara Soccini, Matteo Paolillo – musica: Lorenzo Gennaro)

Traccia bonus della riedizione digitale
1. Nero gotico – 3:04 (testo: Clara Soccini, Alessandro La Cava – musica: Clara Soccini, Alessandro La Cava, Francesco Catitti)

## Classifiche

### Classifiche settimanali
| Classifica (2024) | Posizione massima |
| ----------------- | ----------------- |
| Italia            | 6                 |

### Classifiche di fine anno
| Classifica (2024) | Posizione |
| ----------------- | --------- |
| Italia            | 59        |